# 核動力破冰船

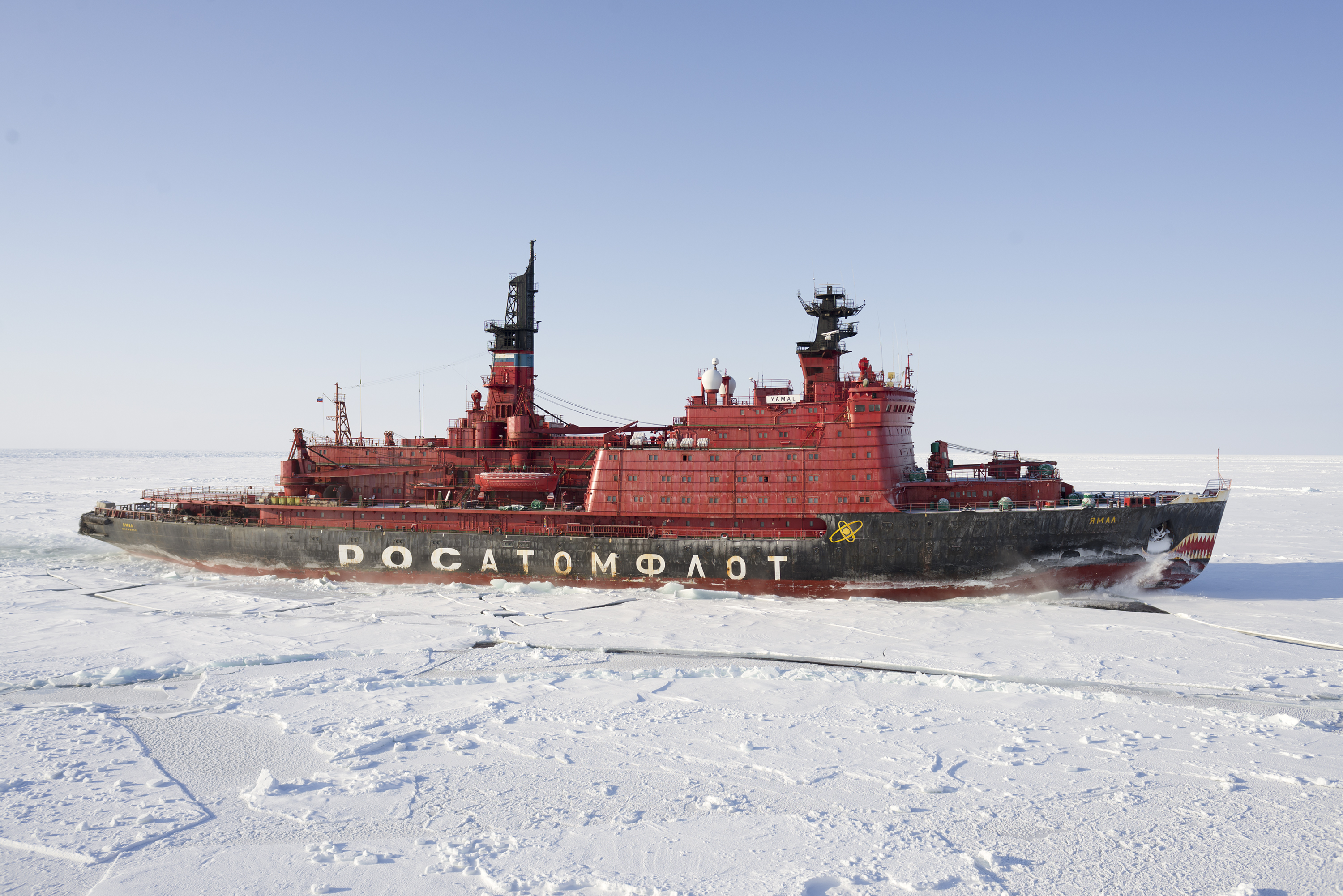
亞馬爾號核動力破冰船

核动力破冰船是一种通過核能驅動的破冰船。核動力破冰船相比柴油动力破冰船成本更高，不過核動力破冰船的续航能力要好於柴油动力破冰船，而且北冰洋沿岸的西伯利亚海岸的加油基础设施有限，這反而不利於柴油动力破冰船。截至2023年，俄罗斯是唯一具有建造核动力破冰船能力的国家。 